# ピンナップス
『ピンナップス』（原題：Pin Ups）は、イギリスのミュージシャンであるデヴィッド・ボウイによるカバー・アルバム。
1973年10月19日にRCAレコードよりリリースされた。
その後、1990年にEMI（米国ではRYKO）よりCD化され再発売されており、その際にボーナストラックとして未発表テイクが2曲追加されている。

## 解説
ボウイのキャリアにおいて、唯一の全曲カヴァー・アルバム。本作の制作背景には、肥大化した「ジギー・スターダスト」のキャラクターから脱却し、原点回帰を考えたことがあった。
全曲が1960年代の作品のカヴァーである。ほとんどは英国のバンドの曲であるが、B1のオリジナルのイージービーツのみがオーストラリアのバンドである。内訳はプリティ・シングス（A1、B3）、ゼム（A2）、ヤードバーズ（A3、B4）、ピンク・フロイド（A4）、モージョズ（A5）、ザ・フー（A6、B5）、イージービーツ（B1）、マージーズ（B2）、キンクス（B6）。
バック・バンドのスパイダース・フロム・マースにメンバー・チェンジが生じ、ドラマーがウッディー・ウッドマンジーからエインズレー・ダンバー（のちにジャーニーやホワイトスネイクなどで活躍）に交替。また、ミック・ロンソンは本作を最後にボウイと一旦別れて、次に共演するのは1990年代のことであった。
ジャケットでボウイと並んでいる女性は、有名モデルのツイッギー。
全英1位、全米23位を記録。

## 収録曲
| #  | タイトル                                               | 作詞・作曲                                                                                                   | オリジナル・アーティスト | 時間 |
| -- | ------------------------------------------------------ | --- | ------------------------ | ---- |
| 1. | 「ロザリン」(Rosalyn)                                  | ジミー・ダンカン、ビル・ファーレー                                                                           | プリティ・シングス       | 2:22 |
| 2. | 「ヒア・カムズ・ザ・ナイト」(Here Comes The Night)     | バート・バーンズ                                                                                             | ゼム                     | 3:09 |
| 3. | 「アイ・ウィッシュ・ユー・ウッド」(I Wish You Would)   | ビリー・ボーイ・アーノルド                                                                                   | ヤードバーズ             | 2:48 |
| 4. | 「シー・エミリー・プレイ」(See Emily Play)             | シド・バレット                                                                                               | ピンク・フロイド         | 4:12 |
| 5. | 「エヴリシングス・オールライト」(Everything's Alright) | ニッキー・クローチ、ジョン・コンラッド、サイモン・ステイヴリー、スチュアート・ジェームス、キース・カールソン | モージョズ               | 2:28 |
| 6. | 「アイ・キャント・エクスプレイン」(I Can't Explain)    | ピート・タウンゼント                                                                                         | ザ・フー                 | 2:11 |

| #         | タイトル                                                                                   | 作詞・作曲                                                             | オリジナル・アーティスト | 時間  |
| --------- | ------------------------------------------------------------------------------------------ | ---------------------------------------------------------------------- | ------------------------ | ----- |
| 7.        | 「我が心の金曜日」(Friday On My Mind)                                                      | ジョージ・ヤング、ハリー・ヴァンダ                                     | イージービーツ           | 2:56  |
| 8.        | 「愛の悲しみ」(Sorrow)                                                                     | ボブ・フェルドマン、リチャード・ゴッテラー、ジェリー・ゴールドスタイン | マージーズ               | 2:53  |
| 9.        | 「ドント・ブリング・ミー・ダウン」(Don't Bring Me Down)                                    | ジョニー・ディー                                                       | プリティ・シングス       | 2:06  |
| 10.       | 「シェイプス・オブ・シングス」(Shapes Of Things)                                           | ポール・サミュエル＝スミス、ジム・マッカーティー、キース・レルフ       | ヤードバーズ             | 2:53  |
| 11.       | 「エニウェイ、エニハウ、エニホエア」(Anyway,Anyhow,Anywhere?)                              | ピート・タウンゼント、ロジャー・ダルトリー                             | ザ・フー                 | 3:08  |
| 12.       | 「ホエア・ハヴ・オール・ザ・グッド・タイムス・ゴーン」(Where Have All The Good Times Gone) | レイ・デイヴィス                                                       | キンクス                 | 2:43  |
| 合計時間: | 合計時間:                                                                                  | 合計時間:                                                              | 合計時間:                | 40:30 |

| #   | タイトル                                                                           | 作詞・作曲                           | オリジナル・アーティスト       | 時間 |
| --- | ---------------------------------------------------------------------------------- | ------------------------------------ | ------------------------------ | ---- |
| 13. | 「グローイング・アップ」(Growin' Up (Previously Unreleased from Pin Ups Sessions)) | ブルース・スプリングスティーン       | ブルース・スプリングスティーン | 3:26 |
| 14. | 「アムステルダム」(Port Of Amsterdam(1973 B Side Of Sorrow))                       | ジャック・ブレル、モート・シューマン | ジャック・ブレル               | 3:20 |

## 参加ミュージシャン
- デヴィッド・ボウイ - ボーカル、ギター、サクソフォーン
- ミック・ロンソン - ギター、ピアノ、ヴォーカル
- トレバー・ボルダー - ベース
- エインズレー・ダンバー - ドラムス
- マイク・ガースン - ピアノ
- ケン・フォーダム - サクソフォーン
- ジェフ・マコーマック - バッキング・ヴォーカル